# Seznam dílů seriálu Řekni, kdo tě zabil
Toto je seznam dílů seriálu Řekni, kdo tě zabil.  Americký komediální seriál Řekni, kdo tě zabil vysílala stanice ABC.

## Přehled řad
| Řada | Díly | Premiéra v USA | Premiéra v USA    | Premiéra v ČR | Premiéra v ČR  |
| Řada | Díly | První díl      | Poslední díl      | První díl     | Poslední díl   |
| ---- | ---- | -------------- | ----------------- | ------------- | -------------- |
| 1    | 9    | 3. října 2007  | 12. prosince 2007 | 3. ledna 2010 | 28. února 2010 |
| 2    | 13   | 1. října 2008  | 13. června 2009   | 9. října 2011 | 2. ledna 2012  |

## Seznam dílů

### První řada (2007)
| Pořadí v seriálu | Pořadí v řadě | Původní název      | Český název           | Režie             | Scénář                                   | Premiéra v USA     | Premiéra v ČR  |
| ---------------- | ------------- | ------------------ | --------------------- | ----------------- | ---------------------------------------- | ------------------ | -------------- |
| 1                | 1             | Pie-lette          | K nakousnutí          | Barry Sonnenfeld  | Bryan Fuller                             | 3. října 2007      | 3. ledna 2010  |
| 2                | 2             | Dummy              | Figurína              | Barry Sonnenfeld  | Peter Ocko                               | 10. října 2007     | 10. ledna 2010 |
| 3                | 3             | The Fun in Funeral | Sranda jako na pohřbu | Paul A. Edwards   | Bryan Fuller                             | 17. října 2007     | 17. ledna 2010 |
| 4                | 4             | Pigeon             | Holoubek              | Adam Kane         | Rina Mimoun                              | 24. října 2007     | 24. ledna 2010 |
| 5                | 5             | Girth              | Žokej                 | Peter O'Fallon    | Katherine Lingenfelter                   | 31. října 2007     | 31. ledna 2010 |
| 6                | 6             | Bitches            | Dokonalé plemeno      | Allan Kroeker     | Chad Gomez Creasey a Dara Resnik Creasey | 14. listopadu 2007 | 7. února 2010  |
| 7                | 7             | Smell of Success   | Vůně úspěchu          | Lawrence Trilling | Scott Nimerfro                           | 21. listopadu 2007 | 14. února 2010 |
| 8                | 8             | Bitter Sweets      | Hořké sladkosti       | Allan Kroeker     | Abby Gewanter                            | 28. listopadu 2007 | 21. února 2010 |
| 9                | 9             | Corpsicle          | Uložen k ledu         | Brian Dannelly    | Lisa Joy                                 | 12. prosince 2007  | 28. února 2010 |

### Druhá řada (2008-2009)
| Pořadí v seriálu | Pořadí v řadě | Původní název                | Český název               | Režie               | Scénář                                                              | Premiéra v USA     | Premiéra v ČR      |
| ---------------- | ------------- | ---------------------------- | ------------------------- | ------------------- | ------------------------------------------------------------------- | ------------------ | ------------------ |
| 10               | 1             | Bzzzzzzzzz!                  | Od A do Bz                | Adam Kane           | Bryan Fuller                                                        | 1. října 2008      | 9. října 2011      |
| 11               | 2             | Circus, Circus               | Cirkus v cirkuse          | Lawrence Trilling   | Peter Ocko                                                          | 8. října 2008      | 16. října 2011     |
| 12               | 3             | Bad Habits                   | Zlozvyky                  | Peter O'Fallon      | Gretchen J. Berg a Aaron Harberts                                   | 15. října 2008     | 23. října 2011     |
| 13               | 4             | Frescorts                    | Přítelníci                | Peter Lauer         | námět: Lisa Joy, Gretchen J. Berg a Aaron Harberts scénář: Lisa Joy | 22. října 2008     | 6. listopadu 2011  |
| 14               | 5             | Dim Sum Lose Some            | Něco získat, něco ztratit | Lawrence Trilling   | Davey Holmes                                                        | 29. října 2008     | 13. listopadu 2011 |
| 15               | 6             | Oh Oh Oh... It's Magic       | Ach, ta magie             | Adam Kane           | Katherine Lingenfelter                                              | 19. listopadu 2008 | 20. listopadu 2011 |
| 16               | 7             | Robbing Hood                 | Bohatým brát              | Paul Shapiro        | Jim Danger Gray                                                     | 26. listopadu 2008 | 27. listopadu 2011 |
| 17               | 8             | Comfort Food                 | Potěcha pro žaludek       | Peter Lauer         | Doug Petrie                                                         | 3. prosince 2008   | 4. prosince 2011   |
| 18               | 9             | The Legend of Merle McQuoddy | Deštivé dny               | Lawrence Trilling   | Chad Gomez Creasey a Dara Resnik Creasey                            | 10. prosince 2008  | 11. prosince 2011  |
| 19               | 10            | The Norwegians               | Norové                    | Tricia Brock        | Scott Nimerfro                                                      | 17. prosince 2008  | 18. prosince 2011  |
| 20               | 11            | Window Dressed to Kill       | Výloha na vraždu          | Julie Anne Robinson | Abby Gewanter                                                       | 30. května 2009    | 25. prosince 2011  |
| 21               | 12            | Water & Power                | Moc vody                  | Dean White          | námět: Peter Ocko scénář: Lisa Joy a Jim Danger Gray                | 6. června 2009     | 1. ledna 2012      |
| 22               | 13            | Kerplunk                     | Žbluňk                    | Lawrence Trilling   | Gretchen J. Berg a Aaron Harberts                                   | 13. června 2009    | 2. ledna 2012      |